# Schwanebeck
Schwanebeck es un municipio situado en el distrito de Harz, en el estado federado de Sajonia-Anhalt (Alemania), a una altitud de 100 metros. Su población a finales de 2015 era de unos 2500 habitantes y su densidad poblacional, 77 hab/km².